# 6 Puppis
6 Puppis är en orange jätte i Akterskeppets stjärnbild.
Stjärnan har visuell magnitud +5,16 och synlig för blotta ögat vid normal seeing. Den befinner sig på ett avstånd av ungefär 255 ljusår.